# Touch a New Day
Touch a New Day este al doilea single al cântăreței germane Lena de pe primul album de studio My Cassette Player. Single-ul a fost lansat pe data de 6 august 2010. Cântecul a fost scris de către Stefan Raab, cel care a făcut-o celebră pe Lena odată cu câștigarea de către aceasta a Selecției Naționale a Germaniei la Concursul Muzical Eurovision 2010 cu piesa Satellite. Satellite a câștigat concursul cu 246 de puncte, Germania fiind prima țară din grupul Big Four de la Eurovision care câștigă concursul. Lena a selectat cântecul ca fiind al doilea single pe album, aceasta declarând câ este un cântec total frumos de vară și produce o stare bună.
Single-ul este pe banda sonoră a filmului 3D animat Sammys Abenteuer, care a avut premierea în cinematografele din Germania pe data de 28 octombrie 2010.
Single-ul a fost nominalizat la premiile germane Echo 2011, la categoria Cel mai bun video național.

## Videoclipul muzical
Regizorul videoclipului a fost Marten Persiel. Videoclipul a fost filmat în districtul Oberhavel și a fost finalizat complet în trei zile.
Videoclipul începe cu un cuplu în curtea din fața casei lor, ea udând iarba și el spălând mașina.. Lena și prietena sa sunt ascunse în spatele unui copac, sunând la telefonul din casa cuplului, astfel încât bărbatul să intre în casă pentru a răspunde la telefon, în timp ce Lena și prietena sa fură mașina acestuia. Ele călatoresc prin mai multe țări ca Spania sau Franța, făcând poze prin locurile vizitate. Mai târziu, acestea întâlnesc un negustor și îl intreabă dacă acesta poate să scoată partea de sus a mașinii, astfel încât aceasta să devină decapotabilă. În cele din urmă, un băiat a cărui rulotă era ruptă, le ridică partea de sus a mașinii, iar în acea seară, ei fac un foc de tabără pe o stâncă lângă mare.

## Realizatori
- Voce: Lena Meyer-Landrut
- Producător: Stefan Raab
- Versuri : Stefan Raab
- Casă de discuri : Universal

## Topuri
| Topuri (2013)               | Poziția în top |
| --------------------------- | -------------- |
| Austria (Ö3 Austria Top 40) | 26             |
| Germania (Media Control)    | 13             |